# Auriolus presidentialis
Auriolus presidentialis là một loài bọ cánh cứng trong họ Cerambycidae.